# Kamila Doležalová
Kamila Doležalová (* 16. června 1930) byla česká a československá politička Komunistické strany Československa a poslankyně Sněmovny národů Federálního shromáždění za normalizace.

## Biografie
K roku 1971 a 1976 se profesně uvádí jako švadlena.
Ve volbách roku 1971 zasedla do české části Sněmovny národů (volební obvod č. 40 - Chrudim, Východočeský kraj). Mandát obhájila ve volbách roku 1976 (obvod Chrudim) a volbách roku 1981 (obvod Chrudim). Ve FS setrvala do konce funkčního období, tedy do voleb roku 1986.